# Yashiro Rokurō
Yashiro Rokurō est un nom japonais traditionnel ; le nom de famille (ou le nom d'école), Yashiro, précède donc le prénom (ou le nom d'artiste).
Le baron Yashiro Rokurō (八代 六郎), né le 3 janvier 1860 et décédé le 30 juin 1930 est un amiral de la Marine impériale japonaise qui fut ministre de la Marine, succédant aux derniers de l'ère Satsuma à la tête de la marine.

## Biographie
Né au domaine d'Inuyama dans la province d'Owari (actuelle préfecture d'Aichi), Yashiro est diplômé de la 8e promotion de l'académie navale impériale du Japon en 1881. Il est classé 19e sur une classe de 35 cadets. Après avoir servi comme aspirant sur le cuirassé Ryūjō (en), il sert comme membre d'équipage sur la corvette Tsukuba. Il est assigné à divers postes administratifs à l'académie navale puis est, de juillet 1890 à novembre 1892, attaché naval à Vladivostok en Russie.
De retour au Japon, il est assigné sur le croiseur Takachiho (en), et sert comme officier de division à bord du vaisseau durant la bataille du fleuve Yalou le 17 septembre 1894 lors de la première guerre sino-japonaise. Il sert brièvement sur le croiseur Yoshino l'année suivante, avant d'être assigné comme attaché naval à Saint-Pétersbourg.
Promu capitaine de corvette en 1896 et commandant l'année suivante, Yashiro sert à l'État-major de la marine impériale japonaise de 1899 à 1900. Début 1900, il est nommé commandant en second sur le croiseur Yashima (en), et en fin d'année, il reçoit son premier commandement : le croiseur Miyako (en) suivi du Izumi.
Après son diplôme de l'école navale impériale du Japon, Yashiro est promu capitaine en 1901. Commandant du croiseur blindé Azuma durant la guerre russo-japonaise, Yashiro gagne la réputation de chef de bataille intelligent et au sang froid contre le croiseur russe Varyag et la canonnière Korietz (en) lors de la bataille de Chemulpo le 9 février 1904, et participe également à la bataille de la mer Jaune et la bataille de Tsushima.
À la fin de la guerre, Yashiro est assigné à Berlin comme attaché naval jusqu'en 1907 quand il est promu contre-amiral, servant dans plusieurs bases navales et flottes entre 1907 et 1911. Le 1er décembre 1911, il devient commandant de l'école navale impériale où il est un fervent partisan de l'introduction du karaté dans le programme d'entraînement.
Le 25 septembre 1913, il est nommé commandant-en-chef du district naval de Maizuru.
Après le scandale Siemens, Yashiro remplace l'amiral Yamamoto Gonnohyōe comme ministre de la Marine. Bien que nommé en raison de sa carrière militaire et absente de la politique, la façon de faire de Yashiro avec les autres hommes politiques est trop brusque et trop directe et cela conduit à sa démission en août 1915. Commandant la 2e flotte jusqu'en 1917, il est nommé ensuite commandant du district naval de Sasebo.
Yashiro reçoit le titre de baron (danshaku) selon le système de noblesse kazoku en 1916. Promu amiral en 1918, il est placé en réserve en 1919 et vit retiré jusqu'à sa mort en 1930.